# Communauté de communes Caux Estuaire
Pour les articles homonymes, voir Caux (homonymie).
La communauté de communes Caux Estuaire est une ancienne communauté de communes française, située dans le département de la Seine-Maritime en région Normandie.
Jusqu'en 2013, elle était connue sous le nom de « communauté de communes de Saint-Romain-de-Colbosc ».

## Histoire
En 1968, 16 des 18 communes du canton de Saint-Romain-de-Colbosc se sont regroupées au sein d'un Établissement public de coopération intercommunale (EPCI) : le SIVOM de Saint-Romain-de-Colbosc. Celui-ci avait pour compétences essentielles le développement des activités culturelles et sportives sur son territoire. Son premier président, Henri Odièvre (maire de Saint-Romain-de-Colbosc), permit aux communes du SIVOM de s'équiper de structures sportives importantes (piscine, gymnase...).
Michel Castagnet (maire de Sandouville), président du SIVOM en 1983, fut l’homme de la transition, le premier président de la Communauté de Communes de Saint-Romain-de-Colbosc, créée par arrêté préfectoral du 14 décembre 1998 par transformation du SIVOM. Il continua l'œuvre d'Henri Odièvre (école de musique), et mena à terme la transformation du SIVOM en Communauté de Communes.
Après Jean Dupé (maire de Saint-Romain-de-Colbosc) de 2001 à 2008, c'est Didier Sanson (maire d’Etainhus)  qui en assure la présidence depuis le 17 avril 2008.
À la suite des modifications statutaires de juillet 2013, la Communauté de Communes de Saint-Romain-de-Colbosc change de dénomination et devient par arrêté préfectoral Communauté de Communes Caux Estuaire,.
Le projet de schéma départemental de coopération intercommunale présenté par le préfet de Seine-Maritime le 2 octobre 2015 dans le cadre de l'approfondissement de la coopération intercommunale prévu par la Loi portant nouvelle organisation territoriale de la République (Loi NOTRe) du 7 août 2015 prévoit le maintien inchangé de Caux Estuaire.
Le 1er janvier 2019, l'intercommunalité a fusionné avec la communauté d'agglomération du Havre et la communauté de communes du canton de Criquetot-l'Esneval pour former Le Havre Seine Métropole.

## Territoire communautaire

### Géographie
Caux Estuaire regroupait 16 communes, représentant une population totale de 18296 habitants, soit environ 8 200 foyers, sur un territoire de 17 600 hectares, 1241 entreprises, 13.000 salariés, 8 zones d’activités économiques.
Caux Estuaire bénéficie d’une position privilégiée au cœur des territoires de l’Estuaire de la Seine. Située au centre de la Pointe de Caux, Caux Estuaire profite du dynamisme des territoires voisins que sont l'agglomération du Havre, Port-Jérôme et Fécamp dans un cadre de vie où nature et activités économiques se côtoient et se respectent. La proximité du Parc naturel régional des Boucles de la Seine normande, dont deux des seize communes sont adhérentes, offrent à chacun l’opportunité et le loisir de découvrir les richesses naturelles et patrimoniales du Pays de Caux. Le territoire de la Communauté de Communes est desservi par les autoroutes A29 et A131, traversé par la RD6015, situé au pied des ponts de Tancarville et de Normandie, à 20 minutes d'Honfleur, à 15 minutes du Havre, d'Harfleur et de Fécamp.

### Composition
L'intercommunalité regroupait 16 communes du département de la Seine-Maritime.
| Nom                             | Code Insee | Gentilé          | Superficie (km2) | Population (dernière pop. légale) | Densité (hab./km2) |
| ------------------------------- | ---------- | ---------------- | ---------------- | --------------------------------- | ------------------ |
| Saint-Romain-de-Colbosc (siège) | 76647      | Romanais         | 11,74            | 4 012 (2014)                      | 342                |
| La Cerlangue                    | 76169      | Cerlanguais      | 27,93            | 1 306 (2014)                      | 47                 |
| Épretot                         | 76239      | Épretotais       | 6,84             | 708 (2014)                        | 104                |
| Étainhus                        | 76250      | Stainhusiens     | 8,22             | 1 088 (2014)                      | 132                |
| Gommerville                     | 76303      | Gommervillais    | 7,39             | 713 (2014)                        | 96                 |
| Graimbouville                   | 76314      | Graimbouvillais  | 6,40             | 621 (2014)                        | 97                 |
| Oudalle                         | 76489      | Oudallais        | 9,65             | 441 (2014)                        | 46                 |
| La Remuée                       | 76522      | Remotais         | 7,03             | 1 302 (2014)                      | 185                |
| Sainneville                     | 76551      | Sainnevillais    | 6,97             | 851 (2014)                        | 122                |
| Saint-Aubin-Routot              | 76563      | Saint-Albinais   | 6,63             | 1 896 (2014)                      | 286                |
| Saint-Gilles-de-la-Neuville     | 76586      | Saint-Gillais    | 7,09             | 681 (2014)                        | 96                 |
| Saint-Laurent-de-Brèvedent      | 76596      | Saint-laurentais | 7,79             | 1 430 (2014)                      | 184                |
| Saint-Vigor-d'Ymonville         | 76657      | Saint-vigorais   | 29,43            | 1 090 (2014)                      | 37                 |
| Saint-Vincent-Cramesnil         | 76658      | Saint-Vincentais | 4,77             | 629 (2014)                        | 132                |
| Sandouville                     | 76660      | Sandouvillais    | 14,80            | 796 (2014)                        | 54                 |
| Les Trois-Pierres               | 76714      | Trois-Pierrais   | 7,48             | 732 (2014)                        | 98                 |

## Démographie
| 1968   | 1975   | 1982   | 1990   | 1999   | 2010   | 2015   |
| ------ | ------ | ------ | ------ | ------ | ------ | ------ |
| 10 053 | 11 924 | 13 277 | 14 747 | 16 214 | 17 451 | 18 315 |

## Fonctionnement

### Siège
Le siège de l'intercommunalité était à Saint-Romain-de-Colbosc, Maison de l’Intercommunalité, 5 rue Sylvestre Dumesnil.

### Élus
La communauté de communes était administrée par son Conseil communautaire, composé de conseillers municipaux représentant chacune des communes membres.
Le conseil communautaire du 17 avril 2014 a réélu son président, Didier Sanson, maire d'Étainhus et désigné ses 6 vice-présidents, qui sont : 
1. Bertrand Girardin, maire de Saint-Romain de Colbosc ;
2. Denis Merville, maire de Sainneville-sur-Seine ;
3. Sylvain Vasse, maire de Graimbouville ;
4. Nadine Boutigny, maire de Gommerville ;
5. Jacques Dellerie, maire de Sandouville ;
6. Jocelyne Guyomar, maire de Saint-Vincent-Cramesnil.

Le bureau de l'intercommunalité pour la mandature 2014-2020 est constitué du président, des vice-présidents et de deux autres membres, qui sont Patrick Busson, maire de Saint-Laurent-de-Brèvedent et André Gueroult, maire de Saint-Aubin-Routot.

### Liste des présidents
| Période                                  | Période          | Identité         | Étiquette | Qualité                                                                                                 |
| ---------------------------------------- | ---------------- | ---------------- | --------- | --- |
| Les données manquantes sont à compléter. |                  |                  |           | |
| 1968                                     |                  | Henri Odièvre    |           | Maire de Saint-Romain-de-Colbosc (1953 → 1977) Conseiller général de St-Romain-de-Colbosc (1967 → 1982) |
| Les données manquantes sont à compléter. |                  |                  |           | |
| 1983                                     | 2001             | Michel Castagnet |           | Maire de Sandouville (1977 → 2001)                                                                      |
| 2001                                     | 2008             | Jean Dupé        |           | Maire de Saint-Romain-de-Colbosc (1995 → 2008)                                                          |
| 2008                                     | 31 décembre 2018 | Didier Sanson    | DVD       | Maire d'Étainhus (2000 → ) Réélu pour le mandat 2014-2020                                               |

### Compétences
Conformément au Code Général des Collectivités Territoriales et à l’arrêté préfectoral en date du 15 juin 2009 portant modification de ses statuts, Caux Estuaire exerce les compétences suivantes, qui lui ont été transférées par les communes membres :
Compétences obligatoires
- Aménagement de l’espace communautaire
- Actions de développement économique intéressant l’ensemble de la communauté

Compétences optionnelles
- Protection et mise en valeur de l’environnement
- Voiries d’intérêt communautaire
- Construction,aménagement, entretien, gestion et animation des équipements sportifs limités aux piscines, gymnases dédiés au collège public de Saint-Romain-de-Colbosc et aux associations, à l’aérodrome, à tout équipement sportif déclaré d’intérêt communautaire (piste d’athlétisme…)
- Politique du logement et du cadre de vie

Compétences facultatives
- Urbanisme
- Aménagement et entretien de chemins ruraux d’intérêt communautaire
- Tourisme
- Agriculture
- Santé
- Relations sociales
- Relations scolaires
- Relations culturelles
- Prévention des risques
- Communications électroniques

### Régime fiscal et budget
La communauté d'agglomération est financée par la fiscalité professionnelle unique (FPU), qui a succédé a la Taxe professionnelle unique (TPU), et qui assure une péréquation fiscale entre les communes regroupant de nombreuses entreprises et les communes résidentielles.